# Manfred Nepp
Manfred Nepp (* 23. Juni 1941 in Oppum; † 5. September 2023 in Moers) war ein deutscher Radrennfahrer.

## Sportliche Laufbahn
Nepp war im Straßenradsport und im Bahnradsport aktiv. Mit dem Radsport begann er mit 13 Jahren im Verein RSV Krefeld-Oppum, mit 18 Jahren wurde er Mitglied der Nationalmannschaft der Amateure. Später wechselte er zum Verein Krefelder Radrennclub 1924.
Mit Ehrenfried Rudolph, Lothar Claesges und Junge gewann er 1962 mit dem Vierer des Krefelder RC Staubwolke 1924 die Silbermedaille bei den nationalen Meisterschaften in der Mannschaftsverfolgung. Auch 1967 wurde er Vize-Meister. Er startete in jener Saison für den RC Schmitter Köln und fuhr mit Jürgen Kißner, Ingo Rossbach und Erich Schockhoven im Vierer. 1968 gewannen Jürgen Kißner, Axel Ippen, Manfred Nepp und Ingo Rossbach die Silbermedaille für den Verein aus Köln.
Nepp war in der Seniorenklasse weiter erfolgreich und gewann mehrere internationale Titel auf der Bahn und im Straßenrennen. Bis 2012 war er aktiv.
Seine Söhne Robert Nepp und Uwe Nepp waren ebenfalls Radrennfahrer. Altersklassenübergreifend zählte Nepp 1173 Siege in Radsportwettbewerben.